# Aeroportul Longyan Guanzhishan
Aeroportul Longyan Guanzhishan (IATA: LCX, ICAO: ZSLD) este un aeroport din Fujian, Republica Populară Chineză ce deservește zona Longyan⁠(d). Aeroportul a fost tranzitat în 2022 de 61.571 de pasageri. A fost numit după zona deservită.
Aeroportul dispune de o singură pistă.